# 陈恢清
陈恢清（1968年9月—），湖南衡东人，湖南农业大学毕业，中华人民共和国政治人物。

## 生平
1968年9月，陈恢清出生在湖南省衡阳市衡东县。1987年，陈恢清考入湖南农学院（今湖南农业大学）农经系农业经济管理专业，1991年大学毕业后分配至湖南省农办基层组织处出任一名干部。1994年3月加入中国共产党。2000年12月，陈恢清调任湖南省经管站副站长。翌年9月，陈恢清调任湖南省农办综合调研处副处长，2005年5月兼任省县域经济领导小组办公室副主任，同年12月任中国共产党湖南省委员会农村工作部、省政府农村工作办公室综合调研处处长。
2011年4月，陈恢清调至邵阳市，提名邵阳市人民政府副市长，6月正式出任副市长、党组成员。2013年11月兼任中国共产党武冈市委员会书记。
2014年10月，陈恢清调至岳阳市，提名岳阳市人民政府副市长，次月正式出任副市长、党组成员。
2016年4月，陈恢清调至常德市，出任中国共产党常德市委员会常务委员、市纪委书记。2017年9月出任市人民政府常务副市长。
2019年6月，陈恢清调至怀化市，出任中国共产党怀化市委员会副书记，市委党校（市行政学院、市社会主义学院）校（院）长，7月兼任统战部部长。
2021年3月，陈恢清调回省会长沙市，出任湖南省商务厅党组书记、厅长，兼任中国（湖南）自由贸易试验区工作办公室常务副主任。
2021年7月，陈恢清调至株洲市，出任中国共产党株洲市委员会副书记，提名株洲市人民政府市长。8月3日，株洲市第15届人民代表大会常务委员会第41次会议，陈恢清正式出任代理市长。